# Левенштет
Левенштет (њем. Löwenstedt) општина је у њемачкој савезној држави Шлезвиг-Холштајн. Једно је од 132 општинска средишта округа Нордфризланд. Према процјени из 2010. у општини је живјело 662 становника. Посједује регионалну шифру (AGS) 1054079.

## Географски и демографски подаци
Левенштет се налази у савезној држави Шлезвиг-Холштајн у округу Нордфризланд. Општина се налази на надморској висини од 14 метара. Површина општине износи 19,6 km². У самом мјесту је, према процјени из 2010. године, живјело 662 становника. Просјечна густина становништва износи 34 становника/km².